# 武藤まき子
武藤 まき子（むとう まきこ、1945年11月30日 - 2016年12月5日）は、日本の芸能リポーター、アナウンサー。「おまきさん」の愛称で知られた。

## 来歴
山梨県出身。1968年中国放送に入社。アナウンサー専門職として活動。結婚を機に同社を退社、フリーに転身。1982年4月1日、『おはよう!ナイスデイ』の開始に伴い、芸能リポーターとしてフジテレビと専属契約。
以降、フジテレビならびにFNS系列局のワイドショー、情報番組に出演。主に、芸能、歌舞伎、皇室を担当。
2016年12月5日に都内の自宅で体調不良を訴えて倒れ、救急車で病院に搬送されたが死亡が確認された。71歳没。死因は虚血性心不全。

## 代表作

### ワイドショー
- おはよう!ナイスデイ
- 2時ワクッ!（関西テレビ）
- 情報プレゼンター とくダネ!

### テレビドラマ
- 連続テレビ小説『君の名は』（1991年度）[4]
- もう誰も愛さない

### 映画
- 美味しんぼ

## 著書
- 『つたえびと』扶桑社、2010年8月5日。ISBN 9784594062569。

## 連載
- 夕刊フジ「つたえびと　TVレポーターおまきが行く!」（2011年2月 〜 2016年12月）[4]

## 関連リンク
- 情報プレゼンター とくダネ! 出演者情報